# Thor (Ultimate Marvel)
Thor, la cui idenità civile è Thorlief Golmen, è un personaggio immaginario basato su una versione riveduta e aggiornata dell'omonimo personaggio, protagonista di alcune serie a fumetti pubblicate negli Stati Uniti d'America dalla Ultimate Marvel, etichetta della Marvel Comics. Venne ideato da Mark Millar e Bryan Hitch.

## Biografia del personaggio
Thor, conosciuto con il nome di Thorlief Golmen, di professione infermiere, è uno dei due Asgardiani ad essere rinati sulla Terra dopo gli eventi del Ragnarok che fecero cadere Asgard e che causarono la morte di Odino, avvenuto nel 1939 per mano di Loki alleatosi con i Giganti del Ghiaccio. Poi Odino ritornò in vita dopo qualche giorno. Loki si era infatti infiltrato anni addietro nella gerarchie naziste con il nome di Barone Heinrich Zemo e sfruttando il potere delle rune invase Asgard provocandone la fine, ma venendo però prima rinchiuso in una "stanza senza porte" da cui è impossibile uscire senza aiuti esterni. Il dio degli inganni però aveva previsto un piano di fuga che si compì però solo alle soglie del nuovo millennio. Thor e Balder ritornarono in vita nella stessa era, anche se privi di poteri e si rincontrarono presso la sede del Programma Europeo del Supersoldato, in cui Thor si trovava, ancora confuso riguardo al suo stato, venendo così affidato proprio alle cure di Balder, che negli anni si era fatto un nome come psichiatra; i due fratelli decisero che avrebbero fatto di tutto per impedire a Loki di portare un nuovo Ragnarok-Terza Guerra Mondiale sulla Terra. Fu così, attraverso la collaborazione con gli scienziati della Cupola, che Thor ottenne cintura e martello (come da lui stesso suggerito).
Dopo un certo periodo si schierò apertamente con i movimenti No-Global, infatti le sue azioni precedenti si sono sempre mostrate di questo indirizzo, e nacque un suo dossier presso lo S.H.I.E.L.D. che lo identificava come un ex-infermiere, vittima di un tracollo nervoso e in possesso di grandi metapoteri. Venne contattato da Nick Fury per entrare a far parte degli Ultimates, ma rifiutò, dicendo di non voler diventare un cane da guardia del presidente in carica. Quando però Hulk si scatenò a Manhattan, il presidente chiese aiuto a Thor; questi gli rispose che avrebbe accettato solo a condizione che il presidente raddoppiasse il budget per l'aiuto ai paesi poveri. Si giunse ad un accordo e lui arrivò appena in tempo per salvare Capitan America. Thor fece poi un accordo con Tony Stark e Steve Rogers, assicurando il suo aiuto agli Ultimates laddove le vite degli innocenti fossero state in pericolo. Durante l'invasione dei Chitauri, una cellula estremista della razza Skrull, il suo aiuto fu determinante non solo perché da solo distrusse numerose navi della flotta nemica, ma soprattutto per l'uso del suo potere di teletrasportare grandi masse di oggetti e persone, allo scopo di salvare un gran numero di soldati americani e gli stessi Ultimates guidati da Nick Fury dalla base chitaura in Micronesia, che si rivelò una trappola, nonché per teleportare nelle lande desolate di Nastrond un ordigno mortale, che avrebbe fatto esplodere il sistema solare. Thor dimostrò il suo valore anche in missioni successive come la Ultimate War, oppure durante lo scontro presso la Casa Bianca causato dalla fuga di massa di supercriminali da una base segreta dello S.H.I.E.L.D. Successivamente la situazione andò peggiorando: Thor, dopo aver usato i suoi poteri durante una dimostrazione pacifista in Italia per attaccare le forze dell'ordine, colpevoli di aver aggredito i manifestanti, venne accusato di tradimento dallo S.H.I.E.L.D. per aver divulgato alcune informazioni Top Secret. Il dio del tuono dichiarò che il suo tradimento era un'illusione operata da suo fratello Loki, il dio del male, ma ormai tutti gli Ultimates lo credevano un pazzo dotato di un martello ipertecnologico. Gli Ultimates lo attaccarono in Norvegia, Thor combatté da solo gli Ultimates e la loro versione europea, riuscendo quasi a sconfiggerli ma perdendo quando Quicksilver gli tolse la sua cintura potenziante. Venne rinchiuso in una cella di isolamento e non poté partecipare alla lotta contro i Liberatori se non nell'ultima fase, aiutato dai poteri di Scarlet. In quell'occasione, Thor dimostrò pienamente il suo retaggio asgardiano, seguito da interi contingenti di guerrieri in armatura e riuscendo a sconfiggere Loki. Da quel momento tutti riconobbero il suo passato e le sue parole. Passarono i mesi e Thor si unì ai nuovi Ultimates di Tony Stark ostentando sempre più il suo retaggio asgardiano: capelli e barba più lunghi, nuovi abiti, parlata in versi, nuovo Mjolnir e una nuova compagna, una diciannovenne che come supereroina adotta il nome di Valchiria, ex-membro dei Difensori. La base degli Ultimates viene attaccata da una copia robotica di Venom creata da Ultron, alla ricerca di una "lei". All'interno della base Venom trova Thor che lo affronta; il dio del tuono riesce a uccidere il simbionte con un solo colpo dopo che questi aveva minacciato la Valchiria. Nel frattempo Scarlet viene uccisa e gli Ultimates si dirigono nella terra selvaggia ad affrontare Magneto, furioso per la morte della figlia. Il Signore del Magnetismo si scontrò con Thor, fino alla morte di Quicksilver, causa degli eventi di Ultimatum.
Durante Ultimatum, Thor si reca nella terra dei morti di Hela per salvare la sua amante Valchiria, morta nell'inondazione: in quel luogo trova Steve Rogers rimasto anch'egli coinvolto nella strage di New York. Hela, dea della morte della mitologia nordica, propone a quel punto un patto al dio del tuono: la vita della valchiria per la sua. Cap si propone per lo scambio, ma Thor rifiuta rimanendo negli inferi mentre lo Scudiero e la giovane donna tornano nel mondo dei vivi.
Le origini di Ultimate Thor subiscono ripetute modifiche nel corso della storia editoriale dell'Universo Ultimate. Inizialmente, non era chiaro se fosse veramente un dio o se i suoi poteri derivassero dalla tecnologia o da una mutazione. L'arrivo di Loki nell'Universo Ultimate e il fatto che Thor invochi guerrieri asgardiani sembrò però spazzare via ogni dubbio rivelando la natura divina di Thor. Tuttavia, qui iniziarono le incongruenze, dal momento che in tale occasione Thor e Loki si riferiscono al loro padre Odino come ancora vivo e appunto vengono evocati dei guerrieri da Asgard mentre, tempo dopo, venne pubblicato uno speciale dedicato alle origini di Thor nel quale veniva mostrato che Asgard (Odino compreso) fosse stata sterminata da Loki e i suoi alleati durante il Ragnarok (e il processo tra l'altro aveva reso mortale Thor che, in seguito, era stato raccolto dal programma norvegese del supersoldato e dotato di un martello e una cintura che gli fornivano superpoteri, cosa che spiega come mai tutti lo credevano tale all'inizio). La confusione si amplifica nella storia del funerale di Ultimate Spider-Man quando Thor si reca ad Asgard per salutare Spider-Man che è appena asceso al Valhalla e qui si vede appunto che gli dei sono ancora tutti vivi. Tra l'altro, gli asgardiani non fanno in tempo a confermarsi vivi che vengono prontamente annientati (e stavolta definitivamente) dai Figli del Domani, guidati da Reed Richards.

### Archi narrativi
- New Ultimates: La saga New Ultimates vede inizialmente Thor, morto durante l'evento "Ultimatum", nell'oltretomba in compagnia di Hela, la dea del Helheim, che lui supplica di concedergli il ritorno nel mondo dei vivi. Nel frattempo nel mondo dei vivi vi è uno scontro tra gli Ultimates e Loki e i suoi sgherri. a questo punto Thor accetta la proposta offertagli da Hela e cioè la sua liberazione per il dono di un figlio in cambio. Tempo dopo essere giaciuti insieme, Thor si spazientisce e va all'attacco di Hela che gli rammenta che nessuna anima può uscire dal Valhalla senza che venga sostituita; Hela poi si mostra interamente e fa vedere che, poiché nel Valhalla il tempo scorre diversamente, è già incinta di svariati mesi, facendo cambiare idea a Thor sull'ucciderla. Durante la battaglia degli Ultimates viene invece uccisa Valchiria, l'amata di Thor, e sarà proprio la sua anima a sostituire la sua nell'oltretomba. Thor, tornato ora nel mondo dei vivi, è furioso per la morte della sua amata e perciò comincia a sferrare colpi all'impazzata sia contro amici che contro nemici, mostrando a tutti la furia che lo caratterizzava prima che diventasse un eroe. Dopo qualche vano tentativo di placare la rabbia del dio nordico, Thor si ferma alla vista dell'anima di Valchiria, ora diventata messo di Hela, che gli spiega la situazione attuale e lo calma. La saga New Ultimates si conclude con l'uscita dalla squadra di Zarda, Pantera Nera, Shanna e Ka-Zar.
- Contro gli Avengers
- The Ultimates
- Ultimate Comics: Le origini di Thor

## Comprimari
- Odino
- Loki Odinson: nell'universo Ultimate, Loki e Thor sono fratelli veramente, non adottati come nel classico, sebbene abbiano in comune solo il padre. Loki è invece nato da una relazione tra Odino e una gigantessa del ghiaccio.
- Balder Odinson
- Hela
- Barbara Norriss: In questo universo, la Valchiria è una giovane ragazza di 19 anni che viene insignita da Loki di poteri asgardiani (senza rivelargli la sua vera identità) così che si avvicini agli Ultimates e faccia innamorare di sé il fratello. L'operazione riesce e Thor inizia una relazione molto passionale con Valchiria, che idolatra ed è perdutamente innamorata del suo bel principe. Per salvare la sua amata morta durante Ultimatum, Thor rimane prigioniero ad Hel. Nella saga di Ultimates 3, Loki approfitta dell'assenza di Thor per sferrare il suo attacco agli Ultimates e conquistare la Terra. Visto che la Valchiria si rifiuta di aiutarlo, Loki la uccide. La morte di Valchiria fa sì che Thor possa tornare tra i vivi mentre Barbara diviene una valchiria vera e propria, cioè una guerriera di Hela e si reca sulla Terra un'ultima volta sia per calmare l'amato Thor in preda a una furia berserker sia per vendicarsi uccidendo Loki. Dopo di ché, Valchiria e Thor si salutano con un ultimo bacio che tuttavia non porta ad essa alcuna gioia essendo lei ormai priva di veri sentimenti o provare piacere.
- Modi Thorson: In questo universo Thor è stato prigioniero per alcuni mesi nel regno norreno di Hel, la cui regina è l'asgardiana Hela, essendoci andato per liberare la sua donna, Valchiria, e Capitan America, durante i fatti di Ultimatum. Dopo innumerevoli lotte contro le schiere di creature che Hela gli mandava contro per trattenerlo, l'asgardiano le domanda cosa deve fare, quale richiesta deve esaudire perché lo lasciasse ritornare sulla Terra. Hela gli risponde che vuole un erede da lui a cui lasciare un giorno il suo regno. Thor accetta e passa la notte con lei; da essa nascerà Modi un ragazzo dai capelli rossi. Nel giro di pochi giorni, a causa del diverso flusso temporale che esiste nel regno di Hel, raggiunge l'adolescenza e durante la sua permanenza in quelle lande inizia a conoscere meglio suo zio Loki, anche lui prigioniero dopo il suo ultimo attacco a New York. I due legano subito e decidono di pensare ad un modo per lasciare Hel. A causa degli scontri tra i Vendicatori di Nick Fury e gli Ultimates, Asgard viene riscostruita sulla Terra e tutti gli Asgardiani, compresi Loki, Hela e Modi, vi vanno a vivere. Successivamente i Figli del Domani attaccano Asgard e sterminano tutta il popolo ad eccezione di Thor, salvato da Iron Man, e di Modi che viene rinchiuso da suo padre nella Stanza Senza Porte di Yggsadril (dove in passato era stato rinchiuso lo stesso Loki) da cui uscirà quando ne sarà degno, salvandolo così da morte certa. Alla fine della saga dei figli del domani, Modi riesce ad evadere dalla stanza con l'ausilio del martello: il ragazzo si ritrova ormai cresciuto a causa del diverso scorrere del tempo Nella stanza senza porte, che lo ha corrotto fino a renderlo malvagio quanto Loki, se non persino di più. Ricolmo di ira nei confronti del genitore, Che ritiene colpevole di averlo abbandonato in giovane età senza motivo, Modi si unisce all'HYDRA, un'organizzazione antigovernativa. Inizialmente manipola lo S.H.I.E.L.D da dietro le quinte fingendosi un comune mortale, ma in seguito all'incontro/scontro col padre (erroneamente convinto che si tratti del fratello Loki sopravvissuto al disastro) si rivela, illustrando al dio del tuono i propri folli progetti, volti a usare l'HYDRA come base per creare un immenso impero, in grado di superare persino Asgard in quanto a grandezza e splendore. Inizialmente Thor si rivela contrario ai suoi progetti, ma grazie alla gemma della mente in possesso del figlio (con la quale controlla le truppe HYDRA) è costretto sd esaudire i suoi voleri. Non molto tempo dopo, HYDRA e S.H.I.E.L.D si scontrano, e, grazie alla gemma della mente in possesso di Modi, i primi prevalgono inizialmente sui secondi, in quanto Modi riesce ad assoggettare alcuni membri S.H.I.E.L.D e degli ultimates. Questi riescono, però, a sottrargli la gemma, "liberando" gli agenti dal suo controllo mentale e rendendolo inerme. Pieno di sconforto e sconcertato dalle azioni del figlio, Thor si trova obbligato ad ucciderlo, carbonizzandolo con i propri fulmini.

## Differenze dal classico
A differenza di altri personaggi Ultimate, Thor non mantiene una caratterizzazione costante nel corso della serie ma attraversa diverse fasi a seconda delle quali il suo carattere, la sua natura e perfino la sua storia vengono presentati diversamente. Se inizialmente l'Ultimate Thor quindi risultava completamente diverso dal Thor originale, quello della seconda serie gli somiglia parecchio per comportamento e modus operandi. Segue un elenco delle differenze rimaste costanti nel corso della serie:
- Laddove il Thor classico ha giurato di non uccidere esseri umani (o mortali di ogni razza o pianeta), l'Ultimate Thor non ha scrupoli a uccidere i suoi nemici, mortali o soprannaturali che siano.
- Nell'Universo Ultimate, Thor e Loki sono fratelli di sangue (seppur nati da madri diverse) mentre le loro controparti originali sono fratelli adottivi.
- L'Ultimate Thor si mostra in diverse occasioni assai più incline alla violenza e feroce del Thor classico, arrivando addirittura a uccidere il suo stesso figlio.
- Il Thor classico non ha mai avuto una relazione né con la Valchiria (eccetto in una vita precedente come l'eroe mitologico Sigfrido) né con Hela (tantomeno un figlio da quest'ultima).
- La versione Ultimate di Mjolnir può essere sollevata o impugnata da chiunque e non sembra influire pesantemente sulla forza di Thor.
- L'Ultimate Thor, nel corso della sua storia editoriale, rimane privo di alter ego umani, seppur abbia fatto brevemente uso dell'alias Thorlief Golmen dopo essere arrivato sulla Terra.
- Nell'Universo Ultimate, Thor e Jane Foster hanno una relazione molto superficiale dal momento che questi compare in una sola storia ed è un'infermiera con cui Thor trascorre una notte soltanto. Ben altro peso ha il loro rapporto nell'Universo 616, dove Jane fu il primo amore di Thor.

## Poteri e abilità
La natura dei superpoteri di Ultimate Thor si può suddividere in tre fasi: artificiali di origine tecnologica, quindi dovuti al suo recuperato status divino e infine nuovamente tecnologici.
Nel dettaglio, inizialmente, essendo stato cacciato da Asgard e reso mortale, usava poteri di natura tecnologica e meccanica ottenuti in dotazione dal dipartimento europeo del Programma del Supersoldato, guidato da Brian e James Braddock; in queste circostanze aveva poteri che imitavano quelli che aveva da dio del tuono, quindi aveva superforza, superresistenza e poteva controllare fulmini e tempeste. I suoi poteri erano inferiori a quando era un dio, sebbene fosse forte abbastanza da classificarsi quarto nella lista dei supereroi più forti dell'Universo Ultimate, dopo Colosso, la Cosa e Hulk. Fu in grado anche di sconfiggere sia Hyperion che Zarda. Il suo martello ha la forma di un maglio da guerra ed è ricalcato sull'aspetto di Stormbreaker, il martello di Beta Ray Bill.
Dopo la sconfitta di Loki in Ultimates 3, Thor riprese possesso dei poteri del suo retaggio asgardiano e anche del Mjolnir originale, un'arma capace di distruggere interi pianeti, nonché di distruggere lo scudo di Capitan America, ma che a differenza del Mjolnir classico poteva essere impugnato da chiunque. In versione divina, era molto più forte di quando possedeva poteri tecnologici e fu in grado di ridurre in poltiglia Venom con un solo fulmine, nonché di battere Iron Man con un'armatura creata per sconfiggere Hulk.
In seguito, con la distruzione di Asgard ad opera dei Figli del Domani, Thor tornerà mortale e costretto ad adottare nuovamente un set di poteri tecnologici creato da Tony Stark. In questo ultimo assetto di poteri, sebbene ancora più debole di quando aveva i poteri divini, Thor fu in grado di sconfiggere Hulk potenziato e ingigantito dal siero di Giant-Man con un colpo solo.

## Altri media

Ultimate Thor in Ultimate Avengers

- Ultimate Thor compare anche nei film Ultimate Avengers e Ultimate Avengers 2. Qui Thor è un ambientalista che accetta di aiutare i Vendicatori nonostante il suo disprezzo per il potere governativo. Rispetto alla versione dei fumetti è privo di barba e appare molto meno antagonistico nei riguardi dello S.H.I.E.L.D. soprattutto nel secondo film. Il suo comportamento ricorda molto più quello della versione classica che quello Ultimate (come del resto la maggior parte degli altri personaggi del film). Nel secondo film, viene mostrato conversare con il padre Odino.
- Nel Marvel Cinematic Universe, Thor è basato principalmente sulla sua prima versione Ultimate, con cui ha in comune la barba, l'assenza di elmo, poteri ridotti rispetto all'originale e il fatto che gli altri personaggi interpretino i suoi poteri magici/divini come scienza. Anche il carattere si rifà maggiormente alla versione Ultimate, soprattutto a partire dal primo film degli Avengers.

## Storia editoriale
Le avventure del Thor versione Ultimate vengono pubblicate sul bimestrale Ultimates sempre edito da Panini Comics.